# San Pio X alla Balduina

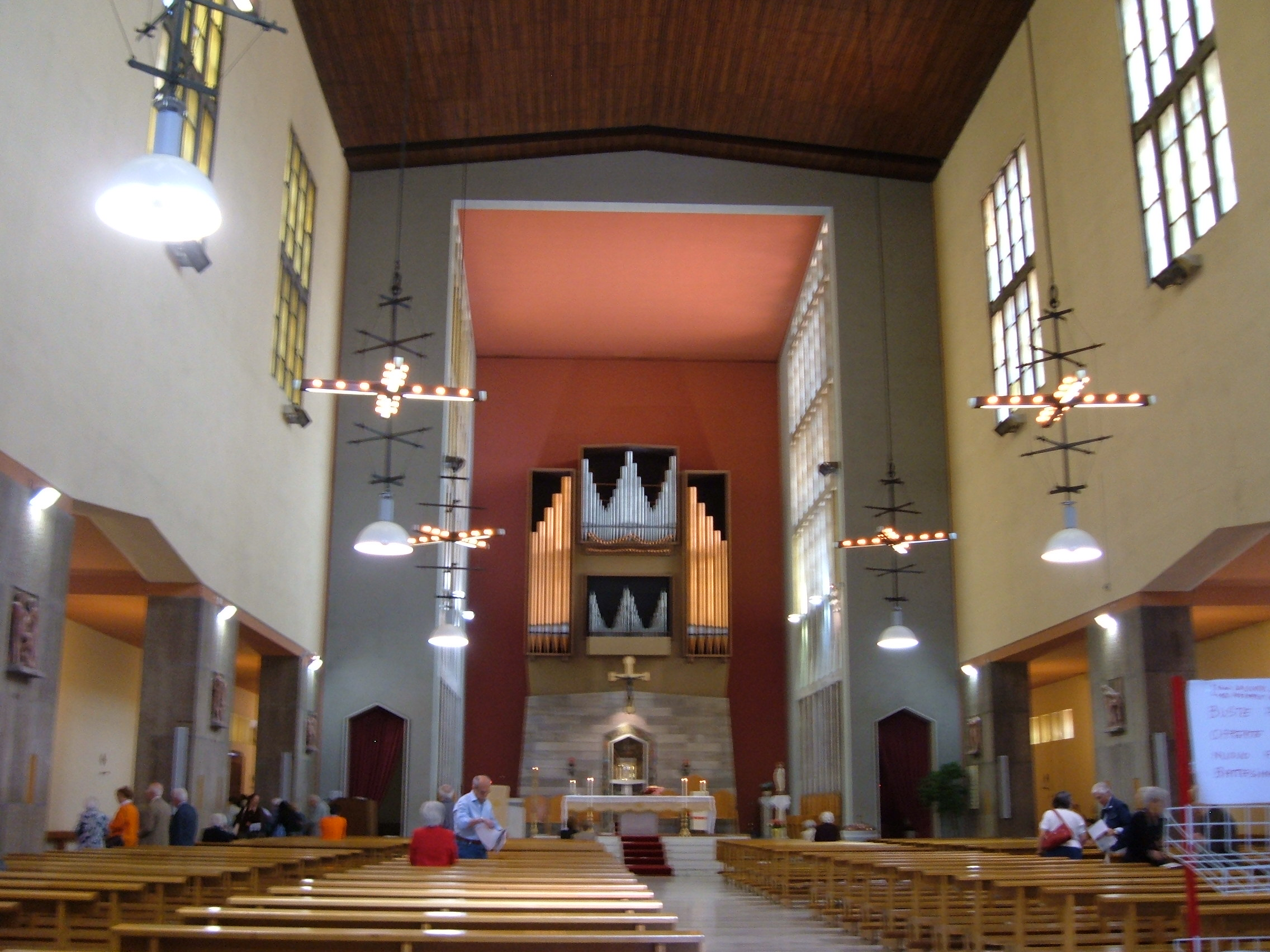
Innenansicht

San Pio X alla Balduina ist eine Pfarr- und Titelkirche im Quartier Trionfale an der Piazza dell Balduine in Rom. Die Kirche wurde dem 1954 durch Papst Pius XII. heiliggesprochenen Papst Pius X. gewidmet.

## Geschichte
1956 wurde mit dem Bau der Kirche auf einem Hügel begonnen. Als erste Räumlichkeiten wurden das Pfarrhaus und eine Aula im Keller, die vorübergehend als Kirche genutzt wurde, gebaut. Am 28. September 1957 wurde die Pfarrei durch Dekret des Kardinalvikars Clemente Micara gegründet. Der Bau war ein Projekt von Alberto Ressa und die Bauleitung hatte das Päpstliche Werk für die Bewahrung des Glaubens und die Bereitstellung neuer Kirchen in Rom (Pontificia Opera per la Preservazione della Fede e la provvista di nuove Chiese in Roma).
Am 16. Februar 1964 wurde die Kirche von Papst Paul VI. besucht. Wegen der Liturgiereform nach dem Zweiten Vatikanischen Konzil wurde sie 1965 nach nur vier Jahren renoviert und an die neue Liturgie angepasst. Der alte Hochaltar, die beiden Kanzeln und die Kommunionbank wurden entfernt und ein neuer Volksaltar, sowie Tabernakel und Tamburini-Orgel aufgestellt. Am 31. Januar 1993 wurde die Kirche von Papst Johannes Paul II. besucht. Ab 2002 wurden neue Glasfenster von Sergio Verdacchia in den Seitenkapellen installiert. 2003 wurde die zweite linke Kapelle dem Heiligen Pater Pio von Pietrelcina gewidmet. 2009 wurde ein neues Taufbecken gesegnet. 

### Pfarrer der Kirche
- 1957–1963: Don Angelo Valleggiani
- 1963–1991: Don Giacinto Scaglione
- 1991–2001: Monsignore Antonino Ubaldi
- 2001–2002: Monsignore David Maccarri
- 2002: Monsignore Gianrico Ruzza (Pfarradministrator)
- seit 2002: Don Paolo Tammi

## Beschreibung

### Außenansicht
Die Kirche liegt auf einem kleinen Hügel. Im Inneren befindet sich die Aula, die als erste Kirche diente, und die kleine achteckige Krypta, die unter dem Vorplatz liegt und über einen eigenen Eingang erreicht werden kann. Aufgang ist eine Doppelmarmortreppe. Über dem Hauptportal ist eine Rosette angebracht und die Öffnungen für fünf Glocken. An der Längsseite sind jeweils vier große Fenster. Das Pfarrhaus steht rechts von der Kirche und ist mit einem Portikus mit Marmorsäulen verziert. Unter dem Pfarrhaus ist ein Raum für Katechesen. In einer Lichtung nach den Sportplätzen steht eine Madonna von Lourdes.

### Innenraum

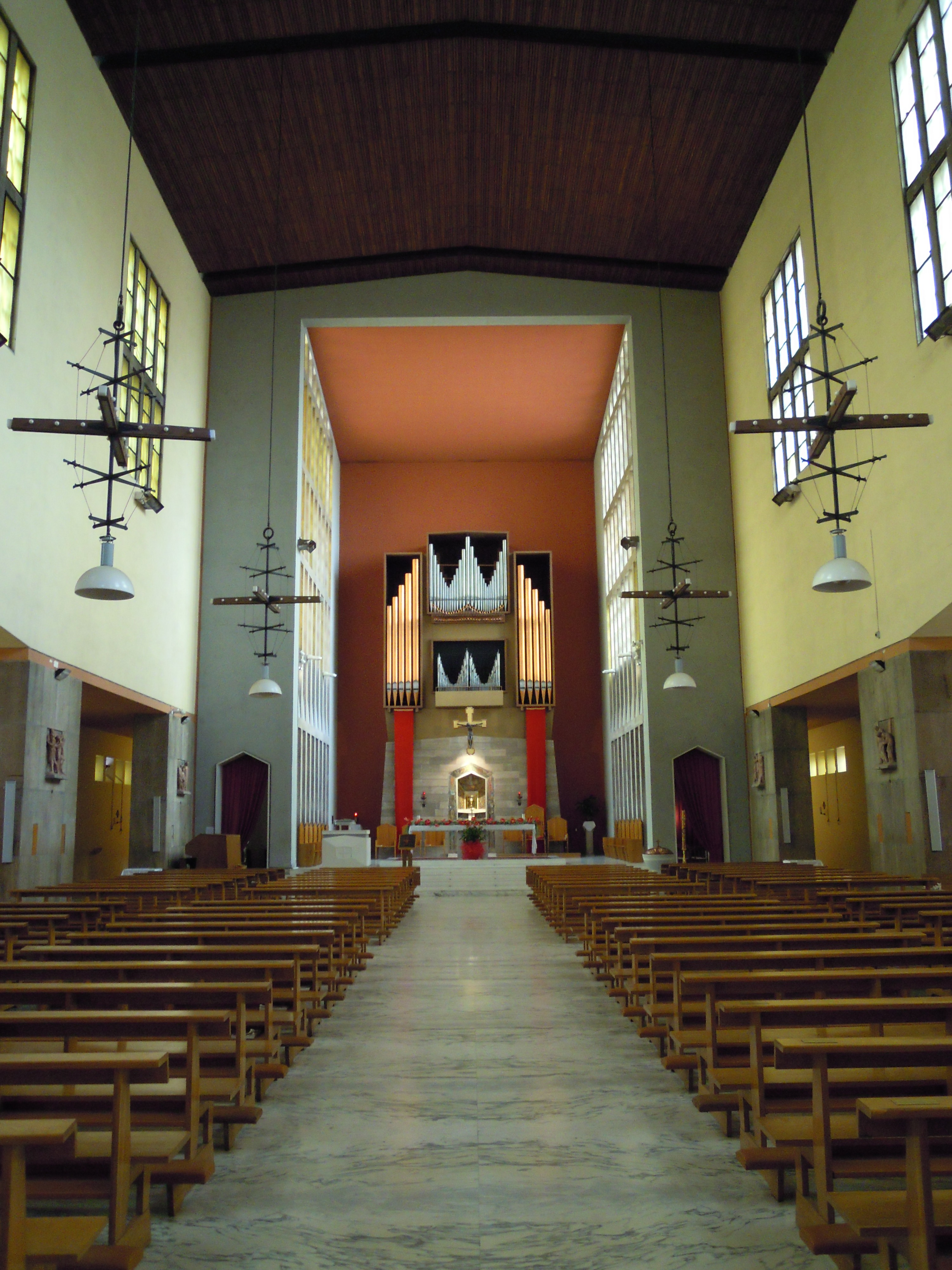
Innenansicht

Das Innere der Kirche besteht aus drei Schiffen mit einer Apsis. Im hinteren Teil neben dem Haupteingang gibt es eine Nische für eine Pietà und dem Heiligem Antonio (del Mocanz 1). Zusätzlich gibt es sechs Seitenkapellen. 
Kapellen rechten Seitenschiff sind:
- Die Kapelle von St. Pius X enthält eine Gipsstatue, hergestellt von De Pisi, von Pius X  und enthält Dokumente von ihm in einem Glaskasten.
- Die Versöhnungskapelle ist mit Buntglasfenstern und einer Skulptur mit dem Gekreuzigten und weiteren Menschen.
- Die Kapelle der Barmherzigen Mutter hat ein Buntglasfenster mit der Darstellung der Hochzeit von Kana, der Kreuzigung und der Verkündigung. Ein Bronzerelief zeigt die Madonna mit Jesuskind in Terrakotta darstellt.

Kapellen im linken Kirchenschiff sind:

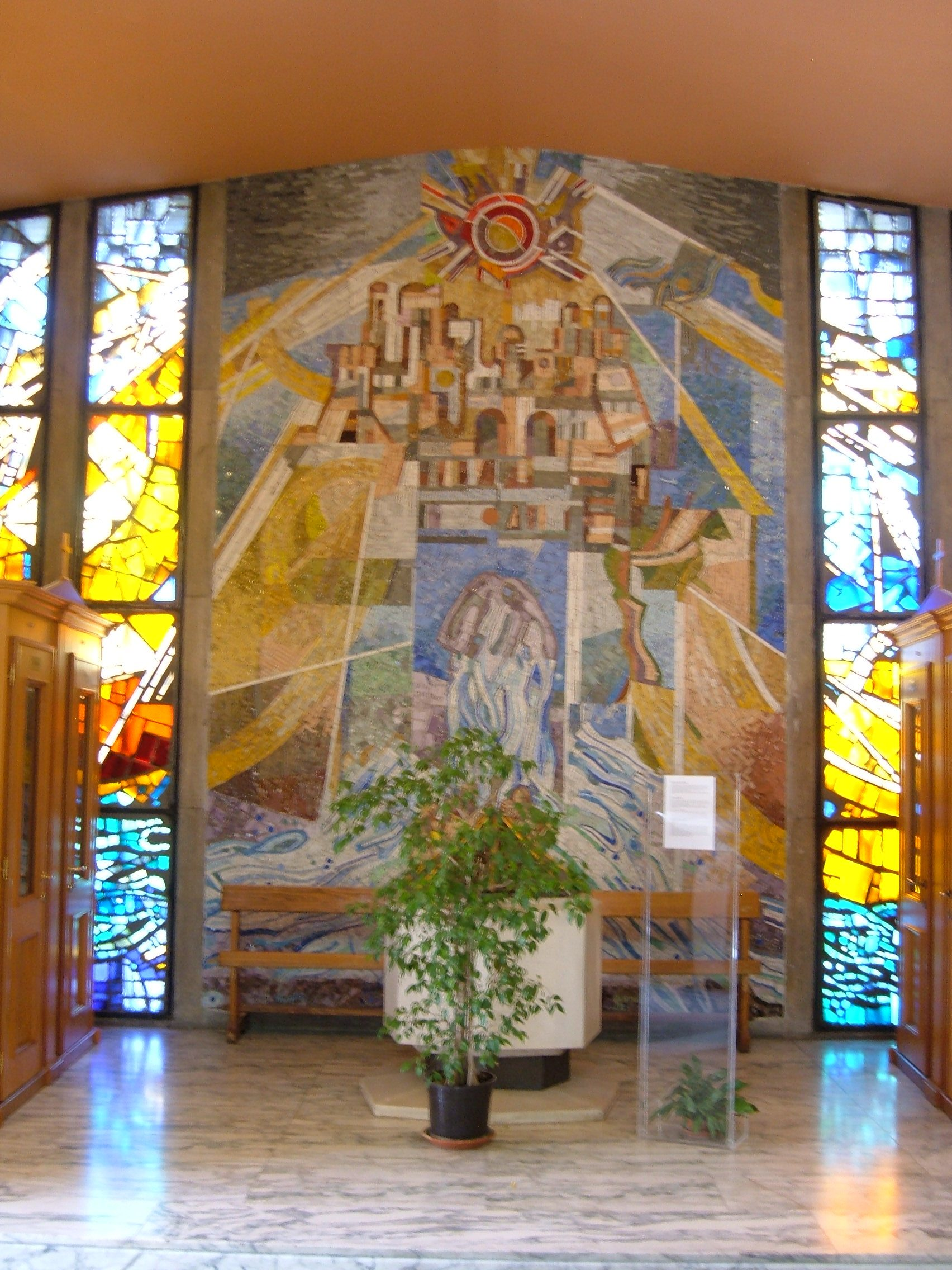
Taufbecken

- Die ehemalige Taufkapelle enthält ein Mosaik mit der Darstellung des neuen Jerusalem.
- Die Kapelle des Heiligen Pio von Pietrelcinala mit dem Gemälde San Pio da Pietrelcina von Ulisse Sartini
- Die Kapelle des Heiligsten Herzens Jesu ist mit einer Bronzestatue des Heiligen Herzen und einer Holzfigur des Heiligen Franziskus (1963). Zuvor war diese die Kapelle von Pater Pio.

Die Apsis auf der linken Seite ist eine Don-Bosco-Kapelle, während die rechte Apsis während des Paulusjahres als Pauluskapelle dient und danach wieder zu einer Kapelle Unsere Liebe Frau in Lourdes zurückgebaut werden kann. 

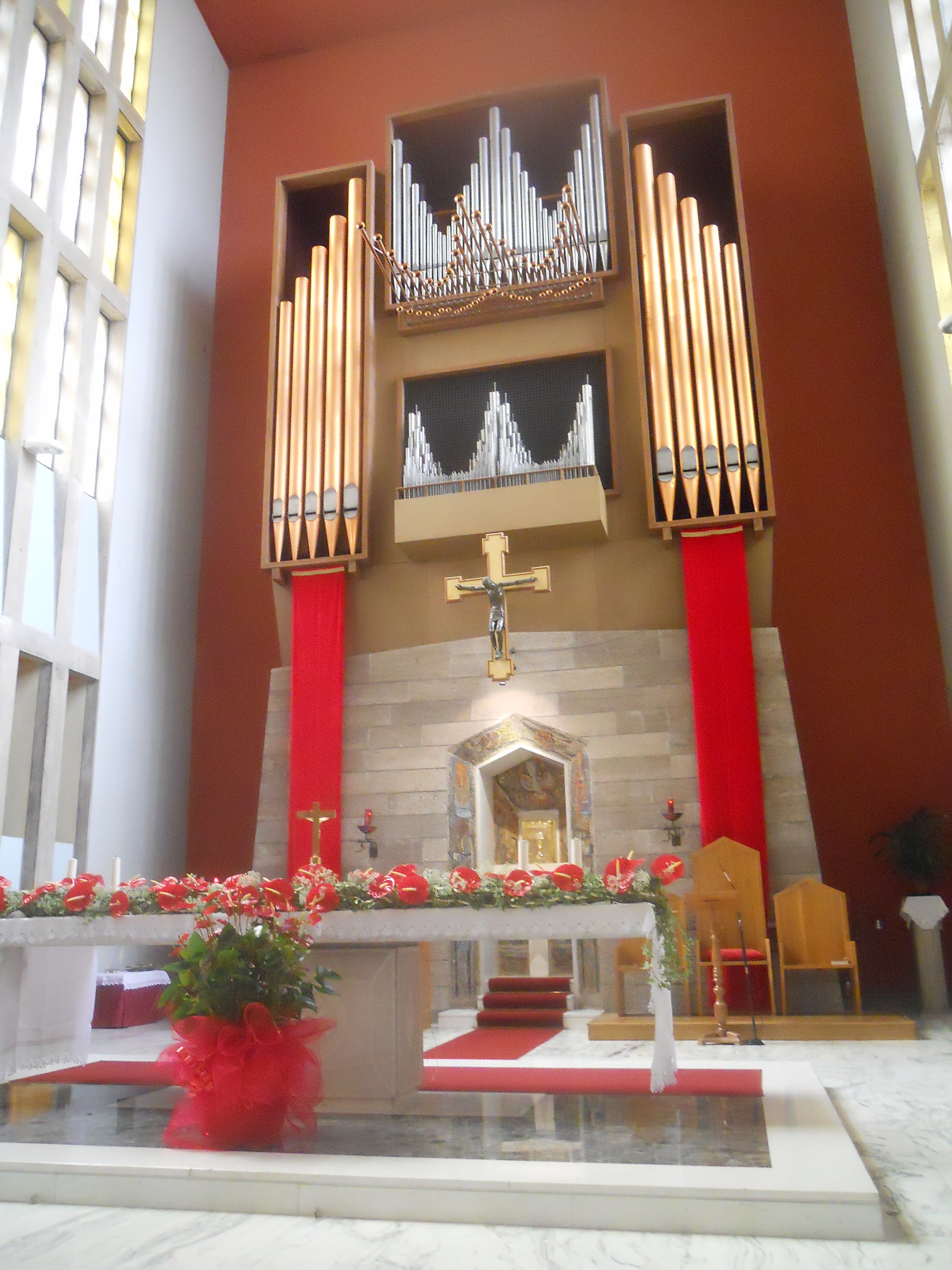
Hauptaltar und Orgel

Der Altarraum nimmt die mittlere Apsis und einen kleinen Teil des Kirchenschiffes ein. Er ist um vier Stufen höher als das restliche Schiff. Auf der linken Seite ist ein Marmor-Ambo und auf der Rechten das Taufbecken, das seit Ostern 2009 verwendet wird. Der Altar besteht aus einem würfelförmigen Fuß und einer großen Steinplatte. Die hintere Wand wurde mit Granitblöcken verkleidet. In einer Nische in Zeltform ist der Tabernakel eingebaut. Darüber thront ein vergoldetes Kreuz mit Corpus, das von Publio Morbiducci geschaffen wurde.

### Orgel
Über dem Tabernakel an der Rückwand befindet sich eine Orgel, die 1969 von Pontificia Fabbrica d’organi Comm. Giovanni Tamburini gebaut wurde. Giuseppe Agostini lieferte den Entwurf für die Orgel. Das Instrument hat eine elektrische Traktur. Dadurch konnte die Bedieneinheit links neben dem Ambo platziert werden. Sie hat drei Manuale und ein konkav-radiales Pedal.

## Kardinalpriester
Am 30. April 1969 wurde die Kirche von Papst Paul VI. zur Titelkirche erhoben. Die bisherigen Titelträger sind:
- John Francis Dearden, Erzbischof von Detroit, 30. April 1969 – 1. August 1988
- Nicolás de Jesús López Rodríguez, Erzbischof von Santo Domingo, seit 28. Juni 1991[1]

## Trivia

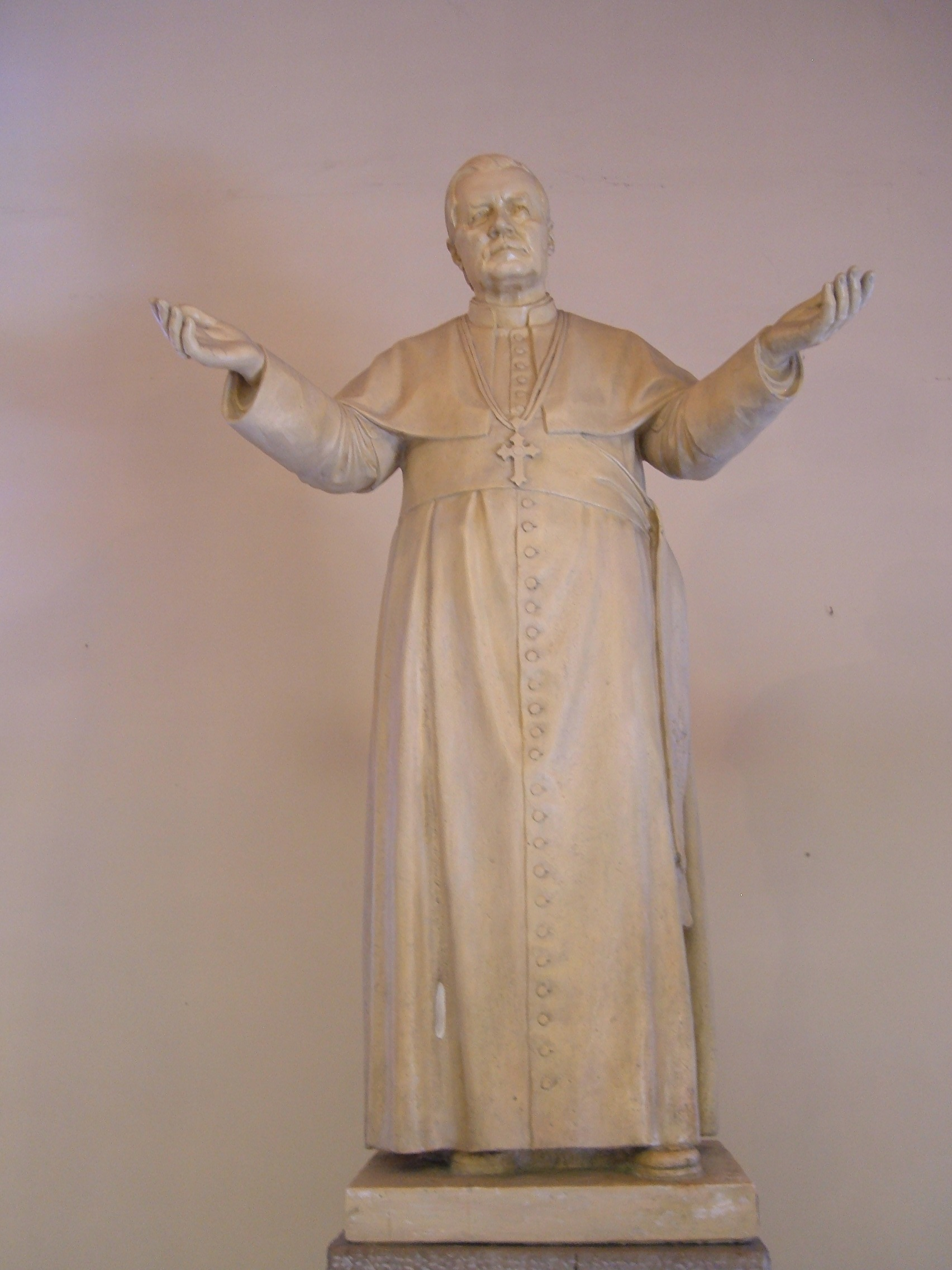
Statue vom Heiligen Papst Pius X.

- Die letzte Filmszene von Sidney Salkows The Last Man on Earth (1964) wurde in der Kirche gedreht, die auch darin zu erkennen ist.
- Die Statue von St. Pius X. in der ersten Seitenkapelle auf der rechten Seite war im teatro-auditorium hinter dem Altar, als die Kirche gebaut wurde.
- Die heutige Kirchenkanzel war ursprünglich eine der beiden Kanzeln, die an den Seiten des Altarraums standen. Heute sind dort zwei Eingänge zu den Chören.